# 杨宏中
杨宏中（1176年—1228年），字充甫，福建福州人，南宋官员。

## 生平
宋孝宗淳熙三年（1176年）生，弱冠补国子生。慶元元年（1195年），杨宏中與周端朝、張衜、林仲麟、蔣傅、徐範等人连名上书，请罢逐右正言李沐，触怒韩侂胄，送太平州编管，人称“六君子”。第二年，移福州。嘉泰三年（1203年），放还。
开禧元年（1205年），进士及第，为南剑州教授。嘉定六年（1213年），以荐授户部架阁，后任太学正。嘉定八年(1215年)，任武学博士。曾任潭州通判。以亲老请祠，差知武冈军，绍定元年（1228年），未赴任便去世，卒年五十三。

## 延伸阅读
[在维基数据编辑]
 《宋史/卷455》，出自脱脱《宋史》